# Салчоара (Васлуј)
Салчоара (рум. Sălcioara) насеље је у Румунији у округу Васлуј у општини Банка. Oпштина се налази на надморској висини од 77 m.

## Становништво
Према подацима из 2002. године у насељу је живело 65 становника, од којих су сви румунске националности.